# تسفاي سهلو
تسفاي سهلو (بالأمهرية: ተስፋዬ ሳህሉ)‏ ويُعرف أيضًا باسم أبابا تسفاي وُلد في السابع والعشرين من حزيران/يونيو 1923 وتُوفيّ في الواحد والثلاثين تمّوز/يوليو 2017 كان كوميديًا إثيوبيًا ومؤلفًا لقصص الأطفال. حصل تسفاي على جوائز من الإمبراطور هيلا سيلاسي كما نالَ الجائزة الإثيوبية للفنون الجميلة ووسائل الإعلام، واشتهر على نطاقٍ واسعٍ ببرنامجه التلفزيوني المخصّص للأطفال على محطة الإذاعة الوطنية الإثيوبية إي بي سي (بالإنجليزية: EBC)‏.

## الحياة المبكّرة
وُلد تسفاي سهلو في السابع والعشرين من حزيران/يونيو 1923، في كيد وهي بلدةٌ تقعُ في مقاطعة بالي جنوب شرق إثيوبيا. انتقل بعد ذلك إلى العاصمة أديس أبابا للعيش هنا، وكان يصفهُ والده بأنه 10 أشخاص في شخصٍ واحدٍ بسبب طبيعته المتعددة المواهب. تُوفيَّ والدا سهلو خلال الحرب الإيطالية الإثيوبية الثانية.

## المسيرة المهنيّة

### الخمسينيات والستينيات
مع افتتاح المسرح الوطني في عام 1955، بدأت العروض التي كان يقدمها تسفاي في الوصولِ إلى جمهور عريض. شاركَ خلال هذا الوقت في 70 إنتاجًا مسرحيًا كما ظهر على التلفزيون حيثُ لعب العديد من الأدوار من بينها أدوار نسائية وهو ما يعكسُ نقص الممثلات في الإنتاج المسرحي.

### السبعينيات والثمانينيات
نشر تسفاي أول كتابين له للأطفال وهما حيثُ صدر الأول عام 1972 بينما صدر الثاني عام 1986.

## الوفاة
توفيَّ تسفاي سهلو لأسباب طبيعية في الواحد والثلاثين من تمّوز/يوليو 2017 في منزله في العاصمة الإثيوبيّة أديس أبابا، وأقيمت جنازته في كاتدرائية الثالوث المقدس حيث تم دفنه.

## قائمة أعماله

### التلفاز
| السنة     | العنوان         | العنوان الأصلي            | الدور          | ملاحظات         |
| --------- | --------------- | ------------------------- | -------------- | --------------- |
| 1960-2004 | قصة أبابا تسفاي | Ababa Tesfaye's Storytime | المُضِيف والراوي | بثَّ على إي تي في |

وهذه قائمةُ أعمال أخرى لتسفاي سهلو:
- علا أبا نيغا (بالأمهرية: Alula Aba Nega)‏
- ها هو أن يكون سيديست وور (بالأمهرية: Ha Hu Be Sidist Wor)‏
- الملك أوديب (بالإنجليزية: King Oedipus)‏
- ديفيد وأوريو (بالأمهرية: Dawitna Orion)‏
- 'أوثيلو (بالأمهرية: Othello)‏
- يا زونتوش كباب (بالأمهرية: Ya Zawntoch kebeb)‏
- عنات عالم تينو (بالأمهرية: Enat Alem Tenu)‏

### الكتب
هذه قائمةٌ بالكتب التي نشرها تسفاي سهلو طوال مسرتهِ الأدبيّة:
- الأطفال! زهور اليوم ، بذور الغد (بالأمهرية: Lijoch ، Yezare Abebawotch ، Yenege Frewoch)‏ الذي صدر عام 1972
- من الآباء إلى الأطفال (بالأمهرية: Ke'abbatoch Lelijoch)‏ الذي صدر عام 1986
- أبابا تسفاي وقصصه (بالأمهرية: Ababa Tesfaye Ena Teretochachew)‏ وهو مؤلّّفٌ من أربعة أجزاء صدر الأول منه عام 2004

## الجوائز
- جائزة جولدن واتش من هيلا سيلاسي
- جائزة لايفتايم من قبل صندوق الفنون الجميلة الإثيوبية